# Бели Костол
Бели Костол (на словашки: Biely Kostol) е село в окръг Търнава, Търнавски край, западна Словакия. Населението му е 2553 души.
Разположено е на 153 m надморска височина, на 5 km западно от град Търнава. Площта му е 2,41 km². Кмет на селото е Ивета Павлова.